# Nếp Lang Liêu
Nếp Lang Liêu là giống lúa nếp được chọn tạo từ giống lúa nếp cổ truyền của Việt Nam, cho năng suất, chất lượng cao, gạo thơm, cơm dẻo; được trồng phổ biến ở vùng đồng bằng Bắc Bộ; được Bộ Nông nghiệp và Phát triển nông thôn đặc cách công nhận là giống quốc gia tại Quyết định số 417/QĐ-TT-CLT ngày 15/10/2010. Tên gọi của giống nếp này cùng với tên của vị vua Hùng - Lang Liêu

## Đặc điểm
Nếp Lang Liêu là giống sinh trưởng khỏe, phát triển nhanh; thích ứng rộng, ưa thâm canh, dễ trồng và chăm sóc, phù hợp với nhiều loại đất và nhiều vùng sinh thái của Việt Nam, nhất là là vùng đồng bằng Bắc Bộ; Nếp Lang Liêu có khả năng chống chịu sâu bệnh khá, ít nhiễm sâu bệnh, chống đổ tốt. Đây là giống lúa chịu rét tốt nhất trong số các giống lúa nếp hiện nay. Là giống lúa cảm ôn, trồng được cả hai vụ với thời gian sinh trưởng ngắn, vụ mùa từ 103 – 115 ngày, vụ xuân từ 125 – 140 ngày.

## Năng suất
Lúa nến Lang Liêu có năng suất ổn định, từ 4,5 - 5,5 tấn/ha, thâm canh tốt có thể đạt 6 - 6,5 tấn/ha. Mỗi khóm có từ 6 – 7 bông, tương ứng 200 bông/m². Sản xuất lúa Lang Liêu cho thu nhập gấp 1,5 – 2 lần so với giống lúa thường. 